# Monadyczna algebra Boole’a
Monadyczna algebra Boole’a – algebra Boole’a z dodatkowym działaniem jednoargumentowym {\displaystyle \exists ,} które spełnia pewne warunki naśladujące własności kwantyfikatora egzystencjalnego.

## Definicja
Monadyczna algebra Boole’a to struktura algebraiczna {\displaystyle \mathbb {B} =(B,\lor ,\land ,0,1,',\exists )} taka, że:
- {\displaystyle (B,\lor ,\land ,0,1,')} jest algebrą Boole’a,
- funkcja {\displaystyle \exists \colon B\to B} spełnia następujące warunki dla wszystkich {\displaystyle p,q\in B{:}}
  1. {\displaystyle \exists 0=0}
  2. {\displaystyle p\leqslant \exists p}
  3. {\displaystyle \exists (p\land \exists q)=(\exists p)\land (\exists q)}

Pojęcie monadycznych algebr Boole’a pierwszy wprowadził Paul Halmos. Według niego motywacją do badań tych algebr było pragnienie lepszego rozumienia pewnych aspektów logiki matematycznej.

## Elementy domknięte
Operacja {\displaystyle \exists } jest idempotentna: dla każdego {\displaystyle p\in B} zachodzi {\displaystyle \exists \exists p=\exists p,} ponieważ {\displaystyle \exists \exists p=\exists (\exists p\land \exists p)=\exists \exists p\land \exists p=\exists p.}
Elementy {\displaystyle p} spełniające {\displaystyle \exists p=p} (innymi słowy wartości funkcji {\displaystyle \exists }) nazywa się elementami domkniętymi. Zbiór elementów domkniętych jest podalgebrą Boole’a algebry {\displaystyle \mathbb {B} .}
Zbiór elementów domkniętych zawiera pełną informację o funkcji {\displaystyle \exists ,} dlatego możliwe jest jej odtworzenie na podstawie tego zbioru: niech {\displaystyle Z=\left\{\exists q\colon q\in B\right\},} wtedy {\displaystyle \exists p=\min \left\{q\in Z\colon p\leqslant q\right\}.}

## Przykłady

### ∃p = 1
Niech {\displaystyle \mathbb {B} } będzie algebrą Boole’a. Funkcja {\displaystyle \exists \colon B\to B} zdefiniowana wzorem
{\displaystyle \exists p=1} dla każdego {\displaystyle p\in B\setminus \{0\}}
umożliwia określenie monadycznej algebry Boole’a {\displaystyle (\mathbb {B} ,\exists ).}

### ∃p = p
Niech {\displaystyle \mathbb {B} } będzie algebrą Boole’a. Funkcja {\displaystyle \exists \colon B\to B} zdana wzorem
{\displaystyle \exists p=p} dla każdego {\displaystyle p\in B}
tworzy wraz z {\displaystyle \mathbb {B} } monadyczną algebrę Boole’a {\displaystyle (\mathbb {B} ,\exists ).}

### Funkcyjne monadyczne algebry Boole’a
Niech {\displaystyle C} będzie zupełną algebrą Boole’a i niech {\displaystyle I} będzie dowolnym zbiorem niepustym. Rodzina {\displaystyle C^{I}} wszystkich funkcji {\displaystyle p\colon I\to C} z działaniami określonymi punktowo jest również zupełną algebrą Boole’a.
Dla każdego {\displaystyle p\in C^{I}} istnieje {\displaystyle p^{*}=\sup \left\{p(i)\colon i\in I\right\}.} Niech {\displaystyle \exists p} oznacza funkcję stałą o wartości {\displaystyle p^{*}.} Wtedy {\displaystyle C^{I}} z powyższym działaniem {\displaystyle \exists } jest zupełną monadyczną algebrą Boole’a.
UogólnienieNiech {\displaystyle C} będzie dowolną algebrą Boole’a, a {\displaystyle I} dowolnym zbiorem niepustym. Niech {\displaystyle B} będzie podzbiorem zbioru {\displaystyle C^{I}} wszystkich funkcji {\displaystyle p} takim, że spełnione są następujące warunki:
- - {\displaystyle B} (z działaniami określonymi punktowo) jest algebrą Boole’a (w szczególności funkcje stałe {\displaystyle 0} i {\displaystyle 1} należą do {\displaystyle B});
  - dla każdej funkcji {\displaystyle p\in B} istnieje kres górny zbioru {\displaystyle \left\{p(i)\colon i\in I\right\};}
  - jeśli {\displaystyle p\in C} i {\displaystyle p^{*}=\sup \left\{p(i)\colon i\in I\right\},} to również funkcja stała o wartości {\displaystyle p^{*}} należy do zbioru {\displaystyle C.} Funkcję tę oznacza się {\displaystyle \exists p.}

Wówczas {\displaystyle (C,\exists )} jest monadyczną algebrą Boole’a. Takie monadyczne algebry Boole’a nazywa się funkcyjnymi monadycznymi algebrami Boole’a (określonymi na I o wartościach w zbiorze {\displaystyle C}).

## Twierdzenie Halmosa o reprezentacji monadycznych algebr Boole’a
Paul Halmos udowodnił, że każda monadyczna algebra Boole’a jest izomorficzna z funkcyjną monadyczną algebrą Boole’a.